# NGC 139
NGC 139 est une lointaine galaxie spirale barrée située dans la constellation des Poissons. NGC 139 a été découverte par l'astronome allemand Albert Marth en 1864.

## Caractéristiques
Sa vitesse par rapport au fond diffus cosmologique est de 11 844 ± 42 km/s, ce qui correspond à une distance de Hubble de 175 ± 12 Mpc (∼571 millions d'al).